# Hermann Poll
Pour les articles homonymes, voir Poll.
Hermann Poll est un médecin et astrologue autrichien né à Vienne vers la fin du XIVe siècle. Il est l'inventeur putatif du clavecin.

## Biographie
Né probablement dans les années 1360, Hermann Poll étudie la médecine successivement à Vienne et à Pavie. 
C'est en 1397 qu'apparaît le premier document parlant explicitement du clavicembalum  dont les italiens ont fait « clavicembalo » et les français « clavecin ». Un gentilhomme de Padoue, Lodovico Lambertacci, écrit cette lettre à son gendre et y désigne Hermann Poll comme l'inventeur de l'instrument - en fait, probablement, l'inventeur du mécanisme qui sert à gratter la corde (le sautereau) : « Magister Armannus doctor artium, qui fuit socius tui magistri Iohannis, juvenis bonae conversiationis et honorum morum, ingeniosus multum et inventor unius instrumenti, quod nominat clavicembalum… ».
Il est nommé médecin-astrologue du comte palatin du Rhin Robert III qui deviendra, de 1400 à sa mort en 1410, l'empereur Robert Ier. 
Compromis dans un complot ourdi pour empoisonner son prince, il est condamné et meurt du supplice de la roue à l'âge de 31 ans. 